# Dwight Duncan
Pour les articles homonymes, voir Dwight Duncan (homonymie).
Dwight Duncan, né le 3 janvier 1959 à Windsor, est un homme politique canadien au niveau provincial en Ontario. Il siège à l'Assemblée législative de l'Ontario de 1995 à 2013, représentant successivement les circonscriptions de Windsor—Walkerville, Windsor—St. Clair et Windsor—Tecumseh sous la bannière du Parti libéral de l'Ontario. Il est ministre des Finances et vice-premier ministre de l'Ontario au sein du gouvernement de Dalton McGuinty du 8 septembre 2009 au 11 février 2013.